# 年齢階梯制
年齢階梯制（ねんれいかいていせい）とは、年齢によって成員を区分して年長順に序列をつける社会制度である。年齢組とも。

## 年齢階梯制の例

### 日本
人間が年齢という階段を昇ってゆくという敬意や意味などを込めた用語(肩書のようなもの)で、年齢により幾つかの階梯に区分し、上位の年齢階梯(先輩達)が下位のそれ(後輩達)を統率し、社会的な統合をはかる制度である。
日本では農村部でしばしば見られる若者組・子供組・中年組・長老組などの制度がこれに当たる。
その他、祇園祭やお稚児さんの習慣がある。
地域により多少の差異はあるが、以下のとおり
【年齢階梯制】
- ～16歳:未成年・童子(子供組)
- 17～35歳:若衆組(若者組)
- 36～40歳:宿老
- 41～50歳:中宿老
- 51～60歳:大宿老
- 61歳～:年寄衆(長老組)

また、若衆組(若者組)の内部でも階梯区分が存在する。
【若衆組内での階梯区分】
- ～16歳:未成年・童子(子供組)
- 17～19歳:走り使い(小若衆)
- 19～25歳:使い上がり(小若衆)
- 26～27歳:小中老
- 28～29歳:中老
- 30～32歳:頭脇
- 33～35歳:親方

### マサイ族
マサイ族の社会ではある世代（例えば1960年生まれ）は「鷲組」「鷹組」などの呼称を与えられて、終生行動を共にする。年頃になれば、鷲組・鷹組同士であれば恋愛は自由とされる。そうして、最後の鷲組・鷹組の成員が死亡すると、鷲組・鷹組の呼称は新しく生まれてきた零歳児の集団に引き継がれる。
マサイ族はまた、年齢によって役割を振り分ける。
- 老人と少年は聖なる存在と見做され、祭祀を司る。
- 青年は軍事を司り、家畜の所有権を巡る他部族との争いなどで前面に立つ。
- 中年は俗なる存在と見做され、経済を司る。